# Путятинка
Путятинка — історична місцевість Житомира, колишнє передмістя. 

## Розташування
Історична місцевість займає значну частину Корольовського адміністративного району та розташована на схід та південний схід від центру міста. Являє собою значний за розміром історичний район, обмежений вулицями Київською, Великою Бердичівською, що розкинувся на берегах річки Малої Путятинки, а також у межиріччі Малої Путятинки й Великої Путятинки.  
Річка Велика Путятинка на сьогодні цілком перебуває у трубопроводах та огинає зі сходу Другу Смолянку, Смолянське православне кладовище, Східний мікрорайон («Польову»), пролягаючи паралельно вулиці Космонавтів та залізниці «Житомир-Козятин».  
Мала Путятинка — притока Тетерева, що на сьогодні бере початок на території Ботанічного саду. До взяття у труби була значно довшою та брала початок у заболоченій місцевості в районі Житомирської ВДНГ (нині мікрорайон «Виставка»). Русло річки Малої Путятинки від вулиці Корольова до свого витоку в районі «Виставка» знаходиться у трубопроводах. Таким чином річка Мала Путятинка проходить в трубопроводах під Смолянським майданом, вулицями Корольова, Шевченка, Бориса Тена, Гоголівською. Надземна ділянка ріки перетинає вулицю Святослава Ріхтера, провулки 1-й Льва Толстого й Табірний.
У межах історичної Путятинки окремо виділяють історичні місцевості Кашперівку, Левківку, що розкинулися на обох берегах Малої Путятинки, а саме північної ділянки русла річки, взятої в труби. На землях історичної Путятинки знаходиться мікрорайон Промавтоматика, що розкинувся на колишньому заболоченому лівому березі Малої Путятинки. Північно-східна околиця історичної Путятинки включає декілька житлових кварталів привокзальної частини міста.  
Західна частина історичної Путятинки, між вулицями Шевченка й Юрія Вороного, Великою Бердичівською й Східною, являє собою історичний район Старе місто. 
Топонім Путятинка охоплює правий та лівий береги річки Малої Путятинки в межах існуючого русла. Від назви місцевості походять назви Путятинський майдан та Путятинський сквер, що розташовані в районі Путятинки. 

## Історичні відомості
Історично Путятинка — значна територія на тодішній південно-східній околиці міста та передмістя, що сформувалася у другій половині XIX — першій половині ХХ ст. та охоплювала території на правому березі Малої Путятинки, а також межиріччя рік Малої та Великої Путятинок. 
Путятинка охоплювала місцевість в межах сучасних вулиць Київської, Князів Острозьких, Шевченка, Великої Бердичівської та об'єднувала землеволодіння як церковні, так і приватні, у тому числі хутори: Сейферта (місцевість довкола 1-го Гоголівського провулку), Кашперовського, Павликовського, Кундіч (Левківка), Селець, Першу та Другу Смолянки, Кривий Брід.
Обабіч Малої Путятинки розташовувалося Єврейське кладовище, що існує нині на лише правому березі ріки. В ХІХ ст. в районі Путятинки діяла цегельня Бернандинського костьолу, показана на мапі 1867-1875рр. Поблизу нинішньої Путятинської площі, у ХІХ ст. розміщувалися провіантські (продовольчі) склади.
Станом на середину ХІХ ст. Путятинка була переважно вільною від забудови, за виключенням наявної тоді забудови вищевказаних хуторів, інших окремих обійсть, а також цегельні та провіантських складів.
Генпланом Житомира середини ХІХ ст. на Путятинці, а саме її частині, що мала увійти до міської межі (до нинішньої Східної вулиці включно), передбачалося розпланування мережі вулиць, що утворювали б квартали правильної форми, а також однієї з ринкових площ міста. Такою площею невдовзі стала Базарна площа, основним призначенням якої стало проведення ярмарок. Наприкінці ХІХ ст., торговельна функція цієї площі згасла, тоді площа отримала нову назву — Путятинська. Окрім того, згідно з генпланом, у другій половині ХІХ — початку ХХ ст. в районі Путятинки повністю або частково сформувалися нинішні вулиці: Святослава Ріхтера, Шевченка, Князів Острозьких, Героїв Крут, Бориса Тена, Гоголівська, Івана Мазепи, Довженка, Юрія Вороного. Також почали формуватися фрагменти вулиць Східної, Льва Толстого, які мали з'єднуватися згідно з генпланом, проте так і не змогли здолати рельєф та хаотичну забудову Путятинки. 
Отже, станом на кінець ХІХ ст., частина Путятинки, обмежена вулицями Юрія Вороного, Шевченка, була розпланована під квартали правильної форми, близької до прямокутної. Тому нині ця частина Путятинки є також Старим містом. Далі на схід від нинішніх Путятинської площі, вулиць Юрія Вороного, Івана Мазепи поставала хаотична забудова поміж меандричних провулків та проїздів.
За переписом 1897 р. у передмісті Путятинці мешкала 1091 особа. Передмістя Кривий Брід, Перша Смолянка та Друга Смолянка за даними перепису зазначені окремо.
На плані міста 1899 року до передмістя Путятинки, розташованого на правому березі Малої Путятинки, примикали: з півночі — хутір Сейферта, з півдня — передмістя Перша Смолянка. Східніше, на лівому березі Малої Путятинки — спірні між землевласниками та містом землі.
На плані 1915 року передмістя Путятинка сягало Табірної вулиці, східніше якої (за місцерозташуванням нинішнього Східного мікрорайону) розташовувалися військові польові табори.
До середини ХХ ст., за межами Старого міста, Путятинка здебільшого мала хаотичну забудову та меандричні вулиці у межах колишніх хуторів й поміж приватних обійсть. 
Лише в другій половині ХХ ст. прорізано запроектовані ще в середині ХІХ ст. ділянки вулиць Східної, Кашперівської для запуску трамвайного руху у напрямку льонокомбінату. У 1961 році по Східній вулиці відбувся запуск трамвайного руху спочатку до Левківської вулиці (нинішньої Корольова), а з 1963 року по Левківській до льонокомбінату. З 1958 по 1974 роки трамвайний рух відбувався вулицями Святослава Ріхтера та Льва Толстого до маслозаводу на Смолянці.
Переважаючою на Путятинці є забудова, що формувалась після Другої Світової війни. Зокрема, з 1950-х років забудовано більшу частину колишньої Базарної площі (Путятинського майдану). У 1950-ті — 1960-ті роки до річки Путятинки дісталися траси та забудова нинішніх вулиць Святослава Ріхтера, Шевченка, Бориса Тена, Гоголівська, Героїв Крут. Перпендикулярно до останніх трьох вулиць, з'явилися Перша та Друга Партизанські вулиці. Невдовзі вулиця Бориса Тена продовжена до вулиці Івана Сльоти. Перетинаючи річку Малу Путятинку, вулиця Бориса Тена до середини 1980-х років була розділена на дві частини та зазнавала підтоплень. Також здійснювалося садибне житлове будівництво на вільних від забудови територіях, між старою забудовою колишніх передмість. На мапі міста виникли провулки Ясний, Фізкультурний, Соломії Крушельницької, Тихий проїзд, 
Протягом 1970-х — 1980-х років Путятинка забудовувалася багатоповерховими житловими будинками. Сформувалася забудова мікрорайону в районі перетину вулиць Юрія Вороного та Мануїльського. Там же, в середині 1990-х років збудовано найвищий у місті 16-поверховий монолітний житловий будинок (58 м). На лівому березі Малої Путятинки, навпроти колишніх хуторів Сейферта й Кашперовського, у 1980-х роках збудовано житловий масив «Промавтоматика». Саму річку Путятинку на ділянці від свого початку поблизу новозбудованого мікрорайону «Виставка» до вулиці Корольова взято в трубопровід.

## Сучасність

### Транспорт
Крізь місцевість проходить транзитний шлях із Києва до Вінниці, вулицями Івана Мазепи, Юрія Вороного, Святослава Ріхтера, Льва Толстого. На перетині вулиць Святослава Ріхтера і Юрія Вороного сформований Путятинський майдан — головний майдан району. Окрім приміських та міжміських автобусних маршрутів, що прямують через Путятинку у напрямку Бердичева, крізь історичну Путятинку проходить єдиний в місті трамвайний маршрут. По вулицях Бориса Тена, Івана Сльоти, Шевченка, Юрія Вороного, Льва Толстого пролягають автобусні маршрути приватних перевізників.

### Інфраструктура
На Путятинському майдані, що є «центром тяжіння» Путятинки розташований бізнес-центр «Путятинський», який став осередком ділового життя у районі. На цій же площі розташована будівля Господарського суду Житомирської області.

#### Навчальні та виховні заклади
- Факультет ветеринарної медицини Поліського національного університету;
- Технологічний факультет Поліського національного університету
- Інститут післядипломної освіти Поліського національного університету;
- Житомирський міський колегіум;
- Загальноосвітня школа № 20;
- Житомирський екологічний ліцей № 24;
- Дошкільний навчальний заклад № 33;
- Дошкільний навчальний заклад № 35;
- Дошкільний навчальний заклад № 39;
- Дошкільний навчальний заклад № 43;
- Дошкільний навчальний заклад № 56;
- Дошкільний навчальний заклад № 57;
- Дошкільний навчальний заклад № 70;
- Дошкільний навчальний заклад № 73;
- Навчально-виховний комплекс № 25;
- Центр розвитку дитини № 68;
- Центр науково-технічної творчості молоді;
- Обласний еколого-натуралістичний центр.

#### Рекреаційні зони та пам'ятки
У «серці» району розташований Путятинський сквер, розбитий на місці колишньої Базарної площі. Там же розташований пам'ятник присвячений пам'яті жертв Голодомору 1932—1933 рр. — «Ангел, що сумує» (встановлений у 2006 році).
У Путятинському провулку у 1991 році встановлений меморіал в пам'ять жертв більшовицьких репресій 1937—1940 рр.
До житлових кварталів Путятинки прилягає Ботанічний сад ЖНАЕУ. Північніше Ботанічного саду планують створити еколого-рекреаційний комплекс «Відродження».